# Xanadu Hills
Xanadu Hills är en kulle i Antarktis. Den ligger i Östantarktis. Nya Zeeland gör anspråk på området. Toppen på Xanadu Hills är 817 meter över havet.
Terrängen runt Xanadu Hills är kuperad åt sydost, men åt nordväst är den bergig. Trakten är obefolkad. Det finns inga samhällen i närheten. 